# Aserbaidschanische Fußballnationalmannschaft
Die aserbaidschanische Fußballnationalmannschaft (aserbaidschanisch Azərbaycan milli futbol komandası)  ist die Auswahl der besten Fußballspieler aus Aserbaidschan.
Die Mannschaft konnte sich bisher weder für eine Fußball-Weltmeisterschaft noch für eine Fußball-Europameisterschaft qualifizieren. Obwohl das Land geographisch in Asien liegt, ist der Verband Mitglied der europäischen UEFA, weswegen die Nationalmannschaft an den europäischen Wettbewerben teilnimmt.

## Geschichte
Bis Ende 1991 war Aserbaidschan Teil der Sowjetunion, weswegen Spieler aus der Aserbaidschanischen Sozialistischen Sowjetrepublik nur in der Fußballnationalmannschaft der UdSSR spielen konnten.
Der aserbaidschanische Fußballverband wurde 1992 gegründet und trat 1994 der UEFA und der FIFA bei. Ihre ersten Pflichtspiele bestritt die aserbaidschanische Fußballnationalmannschaft im Rahmen der Qualifikation zur Europameisterschaft 1996 und beendete diese mit einem Punkt aus 10 Spielen abgeschlagen auf dem letzten Platz. Aus Sicherheitsgründen wurden alle Heimspiele in Trabzon in der Türkei ausgetragen.
In der Qualifikation zur Weltmeisterschaft 1998 gelang ihnen ein überraschender 1:0-Sieg gegen die Schweiz, waren dies doch die einzigen Punkte, die sie in dieser Gruppe holen konnten.
Eine weitere Überraschung gelang ihnen in der Qualifikation für die Europameisterschaft 2000 mit dem 1:1 gegen den späteren EM-Halbfinalisten Portugal. Allerdings holte Aserbaidschan auch in jener Qualifikationsrunde nur vier Punkte und verlor 1:2 gegen Liechtenstein.
In der Qualifikation für die Weltmeisterschaft 2002 gelang der erst dritte Pflichtspielsieg für Aserbaidschan, ein 2:0 gegen die Slowakei. Dem folgte in der Qualifikation für die Europameisterschaft 2004 ein 2:1 gegen Serbien-Montenegro.
Dennoch gehört Aserbaidschan immer noch zu den Fußball-Entwicklungsländern. Auch die Nominierung des Brasilianers Carlos Alberto Torres, einstiger Weltmeister von 1970, zum Nationaltrainer änderte daran nichts. Er ist mittlerweile schon wieder entlassen. Im November 2005 wurde Şahin Diniyev zum neuen Nationaltrainer ernannt. Er legte einen Dreijahresplan zum Aufbau einer neuen Mannschaft vor und setzte den Wechsel der Trikotfarben in blau-rot-grün (Nationalfarben) durch. In der Qualifikation zur Europameisterschaft 2008 wurde man erneut Gruppenletzter, es gelang aber ein Sieg gegen Finnland (1:0). Von April 2008 bis Oktober 2014 war Berti Vogts Nationaltrainer der aserbaidschanischen Elf. Mit dem ehemaligen deutschen Bundestrainer belegte man in der WM-Qualifikation für 2010 den vorletzten Platz und ließ Liechtenstein hinter sich. Gegen Liechtenstein gab es den einzigen Sieg und ein Unentschieden. Eine große Sensation gab es im letzten Spiel zu bejubeln. Gegen den Gruppenzweiten, EM-Halbfinalisten und Erzrivalen Russland erreichte man in Baku ein 1:1.
In der Qualifikation zur Europameisterschaft 2012 gelang dem Team nach dem 1:6 gegen Deutschland und 0:3 gegen Österreich am 12. Oktober 2010 ein 1:0-Sieg gegen die Türkei. Auch mit einem 1:1 gegen Belgien am 2. September 2011 konnte die Mannschaft überraschen.
In der WM-Qualifikation 2018 spielte Aserbaidschan auch gegen Deutschland. Durch den Sieg gegen Norwegen am zweiten Spieltag und das 0:0-Unentschieden gegen Tschechien stieg die Nationalmannschaft in der FIFA-Weltrangliste (Ausgabe Oktober 2016) auf Platz 88, den besten Platz in der Geschichte des Landes.

## Weltmeisterschafts-Teilnahmen
- 1930 bis 1994 – Nicht teilgenommen, war Teil der Fußballnationalmannschaft der UdSSR.
- 1998 bis 2022 – Nicht qualifiziert

## Europameisterschafts-Teilnahmen
Aserbaidschan nahm als Teil der UdSSR bzw. der GUS an den Europameisterschaften 1960 bis 1992 teil. In der sowjetischen Nationalmannschaft spielten aserbaidschanische Spieler aber keine große Rolle. Nur wenige aserbaidschanische Spieler kamen zu EM-Einsätzen, so 1972 Anatoli Banischewski. Nach der Auflösung der Sowjetunion in mehrere selbständige Staaten nahm Aserbaidschan erstmals an der Qualifikation zur EM 1996 teil, konnte sich aber nie qualifizieren und es reichte höchstens zum vorletzten Gruppenplatz.
| Jahr | Gastgeberland           | Ergebnis           | Bemerkungen und Besonderheiten                                      |
| ---- | ----------------------- | ------------------ | ------------------------------------------------------------------- |
| 1996 | England                 | nicht qualifiziert | In der Qualifikation an Rumänien und Frankreich gescheitert.        |
| 2000 | Niederlande und Belgien | nicht qualifiziert | In der Qualifikation an Rumänien und Portugal gescheitert.          |
| 2004 | Portugal                | nicht qualifiziert | In der Qualifikation an Italien und Wales gescheitert.              |
| 2008 | Österreich und Schweiz  | nicht qualifiziert | In der Qualifikation an Polen und Portugal gescheitert.             |
| 2012 | Polen und Ukraine       | nicht qualifiziert | In der Qualifikation an Deutschland und der Türkei gescheitert.     |
| 2016 | Frankreich              | nicht qualifiziert | In der Qualifikation an Italien, Kroatien und Norwegen gescheitert. |
| 2021 | Europa                  | nicht qualifiziert | In der Qualifikation an Kroatien und Wales gescheitert.             |
| 2024 | Deutschland             | nicht qualifiziert | In der Qualifikation an Belgien und Österreich gescheitert.         |

## UEFA Nations League
- 2018/19: Liga D, 2. Platz mit 3 Sieg, 3 Remis und 1 Niederlage
- 2020/21: Liga C, 3. Platz mit 1 Sieg, 3 Remis und 2 Niederlagen
- 2022/23: Liga C, 2. Platz mit 3 Siegen, 1 Remis und 2 Niederlagen
- 2024/25: Liga C, 4. Platz mit 1 Remis und 5 Niederlagen

### Kleinere Turniere
| Jahr         | Position | Sp. | S | U | N | Tore | Pkt. |
| ------------ | -------- | --- | - | - | - | ---- | ---- |
| 1993 ECO-Cup | 1.       | 4   | 2 | 1 | 1 | 8:5  | 5    |

## Länderspiele gegen deutschsprachige Mannschaften
|     | Datum              | Ort            | Heimmannschaft | Resultat | Gastmannschaft |
| --- | ------------------ | -------------- | -------------- | -------- | -------------- |
| 1.  | 31. August 1996    | Baku           | Aserbaidschan  | 1:0      | Schweiz        |
| 2.  | 11. Oktober 1997   | Zürich         | Schweiz        | 5:0      | Aserbaidschan  |
| 3.  | 14. Oktober 1998   | Vaduz          | Liechtenstein  | 2:1      | Aserbaidschan  |
| 4.  | 5. Juni 1999       | Baku           | Aserbaidschan  | 4:0      | Liechtenstein  |
| 5.  | 8. September 2004  | Wien           | Österreich     | 2:0      | Aserbaidschan  |
| 6.  | 7. September 2005  | Baku           | Aserbaidschan  | 0:0      | Österreich     |
| 7.  | 10. September 2008 | Baku           | Aserbaidschan  | 0:0      | Liechtenstein  |
| 8.  | 12. August 2009    | Baku           | Aserbaidschan  | 0:2      | Deutschland    |
| 9.  | 9. September 2009  | Hannover       | Deutschland    | 4:0      | Aserbaidschan  |
| 10. | 10. Oktober 2009   | Vaduz          | Liechtenstein  | 0:2      | Aserbaidschan  |
| 11. | 3. März 2010       | Luxemburg      | Luxemburg      | 1:2      | Aserbaidschan  |
| 12. | 7. September 2010  | Köln           | Deutschland    | 6:1      | Aserbaidschan  |
| 13. | 8. Oktober 2010    | Wien           | Österreich     | 3:0      | Aserbaidschan  |
| 14. | 7. Juni 2011       | Baku           | Aserbaidschan  | 1:3      | Deutschland    |
| 15. | 7. Oktober 2011    | Baku           | Aserbaidschan  | 1:4      | Österreich     |
| 16. | 6. Februar 2013    | Dubai          | Aserbaidschan  | 1:0      | Liechtenstein  |
| 17. | 22. März 2013      | Luxemburg      | Luxemburg      | 0:0      | Aserbaidschan  |
| 18. | 7. Juni 2013       | Baku           | Aserbaidschan  | 1:1      | Luxemburg      |
| 19. | 26. März 2017      | Baku           | Aserbaidschan  | 1:4      | Deutschland    |
| 20. | 8. Oktober 2017    | Kaiserslautern | Deutschland    | 5:1      | Aserbaidschan  |
| 21. | 1. September 2021  | Luxemburg      | Luxemburg      | 2:1      | Aserbaidschan  |
| 22. | 11. November 2021  | Baku           | Aserbaidschan  | 1:3      | Luxemburg      |
| 23. | 24. März 2023      | Linz           | Österreich     | 4:1      | Aserbaidschan  |
| 24. | 16. Oktober 2023   | Baku           | Aserbaidschan  | 0:1      | Österreich     |

## Rekordspieler
Stand: 25. März 2025 
| Rang | Name              | Einsätze | Tore | Position   | Zeitraum  |
| ---- | ----------------- | -------- | ---- | ---------- | --------- |
| 01.  | Rəşad Sadıqov     | 111      | 5    | Abwehr     | 2001–2017 |
| 02.  | Maksim Medvedev   | 81       | 4    | Abwehr     | 2009–     |
| 03.  | Aslan Kərimov     | 80       | 0    | Mittelfeld | 1994–2008 |
| 04.  | Kamran Ağayev     | 79       | 0    | Tor        | 2008–2018 |
| 05.  | Badavi Hüseynov   | 78       | 1    | Abwehr     | 2012–     |
| 06.  | Qara Qarayev      | 77       | 0    | Mittelfeld | 2013–     |
| 07.  | Mahir Şükürov     | 76       | 4    | Abwehr     | 2004–2014 |
| 08.  | Mahmud Qurbanov   | 75       | 1    | Mittelfeld | 1992–2008 |
| 08.  | Tərlan Əhmədov    | 75       | 0    | Abwehr     | 1992–2005 |
| 10.  | Ramil Şeydayev    | 69       | 10   | Angriff    | 2016–     |
| 11.  | Qurban Qurbanov   | 68       | 14   | Angriff    | 1992–2005 |
| 12.  | Emin Ağayev       | 65       | 1    | Abwehr     | 1992–2005 |
| 13.  | Vüqar Nadirov     | 61       | 4    | Angriff    | 2004–2015 |
| 14.  | Rahid Əmirquliyev | 60       | 3    | Mittelfeld | 2007–2018 |

Quelle: eu-football.info

## Rekordtorschützen
Stand: 25. März 2025
| Rang | Name             | Tore | Einsätze | Quote | Zeitraum  |
| ---- | ---------------- | ---- | -------- | ----- | --------- |
| 01.  | Emin Mahmudov    | 14   | 52       | 0,27  | 2016–     |
| 01.  | Qurban Qurbanov  | 14   | 68       | 0,21  | 1992–2005 |
| 03.  | Ramil Şeydayev   | 10   | 69       | 0,14  | 2016–     |
| 04.  | Vaqif Cavadov    | 9    | 58       | 0,16  | 2006–2014 |
| 05.  | Dimitrij Nazarov | 8    | 46       | 0,17  | 2014–2019 |
| 06.  | Elvin Məmmədov   | 7    | 37       | 0,19  | 2008–2017 |
| 06.  | Branimir Subašić | 7    | 40       | 0,18  | 2007–2013 |
| 06.  | Rauf Əliyev      | 7    | 47       | 0,15  | 2010–2018 |
| 09.  | Mahir Emreli     | 6    | 53       | 0,09  | 2017–     |
| 09.  | Zaur Tağızadə    | 6    | 40       | 0,15  | 1997–2008 |

Quelle: eu-football.info

## Trainer
- Əhməd Ələsgərov (1992)
- Ələkbər Məmmədov (1993)
- Ağasəlim Mircavadov (1994)
- Kazbek Tuayev (1994)
- Ağasəlim Mircavadov (1994–1995)
- Kazbek Tuayev (1995–1996)
- Vaqif Sadıqov (1997–1998)
- Əhməd Ələsgərov (1999)
- Əsgər Abdullayev (2000, Interimstrainer)
- İqor Ponomaryov (2001–2002)
- Kazbek Tuayev (2002)
- Əsgər Abdullayev (2002–2003)
- Carlos Alberto (2004–2005)
- Vaqif Sadıqov (2005)
- Şahin Diniyev (2006–2007)
- Gjoko Hadžievski (2007–2008)
- Nazim Süleymanov (2008, Interimstrainer)
- Berti Vogts (2008–2014)
- Mahmud Qurbanov (2014, Interimstrainer)
- Robert Prosinečki (2014–2018)
- Qurban Qurbanov (2018)
- Nikola Jurčević (2018–2019)
- Gianni De Biasi (2020–2023)
- Arif Asadov (2024, Interimstrainer)
- Fernando Santos (seit 2024)

Quelle: eu-football.info